# Чулков, Николай Петрович
Никола́й Петро́вич Чулко́в (12 [24] ноября 1870, Белосток, Гродненская губерния, Российская империя — 4 ноября 1940, Москва, СССР) — русский, позднее советский учёный-архивист, генеалог, некрополист, библиограф

, историк Москвы. Статский советник (1912). Профессор (1938).
Один из редакторов многотомного «Русского биографического словаря». Составитель картотеки «Московский некрополь».

## Биография
Родился в Белостоке 12 (24) ноября 1870 года в семье ротмистра (с 1900 года — генерал-майора в отставке) Петра Павловича Чулкова (1845—1905), служившего в основном в западных губерниях России по интендантской части. Его мать, Надежда Карповна (1844—1904), принадлежала к древнему польскому роду Кисель-Загорянских. Происходил из дворянского рода, уходящего корнями в XVIII век, в конце которого управителем Троице-Сергиевой пустыни был Герасим Чулков. Его сын Дмитрий Герасимович (1777—1852), прадед Николая Петровича, служил в департаменте государственного казначейства и, достигну чина статского советника, получил личное дворянство.
Окончив 1-ю Виленскую гимназию, поступил на историко-филологический факультет Московского университета. Осенью 1893 года, окончив университет с дипломом 1-й степени, по протекции М. С. Корелина и М. П. Степанова был принят на службу в Московский архив Министерства юстиции (МАМЮ), где и проработал на протяжении почти сорока лет, до 1930 года. Его наставником стал В. В. Шереметевский. До 1908 года Чулков занимался редактированием описей и изданий МАМЮ, работал над составлением многотомного «Описания документов и бумаг, хранящихся в МАМЮ». Стал старшим архивистом Древлехранилища, наиболее древней и ценной части архива. В 1912 году был назначен заведующим Разрядно-Сенатским отделением; к 1917 году получил чин статского советника; был награждён орденами Св. Анны 2-й и 3-й степеней, Св. Станислава 2-й степени и медалями. За этот период составил сотни росписей московских дворянских и купеческих родов. Чулков первым начал профессионально заниматься генеалогией купеческого сословия.
Публиковаться начал сразу по окончании университета; его рецензии на книги по археологии и генеалогии печатались в изданиях Московского археологического общества («Археологических известиях» и др.), а также в «Русском архиве», где впоследствии было опубликовано большинство работ Чулкова.
В декабре 1896 года его избрали членом-корреспондентом Московского археологического общества; марте 1914 года он был избран его действительным членом. В ноябре 1903 года Л. М. Савёлов пригласил его войти в число членов-учредителей Историко-родословного общества и на первом же заседании 8 января 1905 года Чулков был избран членом Совета и секретарём общества. В «Летописях Историко-родословного общества» печатались его статьи; наиболее значительные из них — «Княгиня Татьяна Васильевна Хованская и ее дети» (1910) и «Де-Витте» (1915) — впоследствии были напечатаны отдельными изданиями. В 1920—1922 годах Н. П. Чулков возглавлял Историко-родословное общество. Кроме этого, Н. П. Чулков был избран действительным членом Ярославской, Витебской, Черниговской, Тульской учёных архивных комиссий и почётным членом Псковского археологического общества.
Революционные события 1917 года принял безрадостно, о чём писал В. И. Саитову. Зимой 1919 года был убит его брат подполковник Владимир Петрович (1875—1919), призванный в Красную Армию; в 1920 году в Крыму умер муж его сестры, Ольги Петровны, подполковник Евгений Константинович Жуков (1866—1920). В 1917 году был избран членом Русского исторического общества и Общества истории и древностей Российских, а также членом русского Генеалогического общества в Петрограде. В начале 1920-х годов стал членом Русского евгенического общества, в журнале которого были напечатаны две его работы: «Род Толстых» (1924) и «Генеалогия декабристов Муравьевых» (1927).
В 1919 году Чулков начал обследовать московские кладбища. Он составлял их планы и акты обследования, списки могил, подлежащих охране, заполнял на них специальные карточки. В 1919—1921 годах вместе с Б. С. Пушкиным (1879—1939) он обследовал кладбища: Ваганьковское, Иноверческое, Калитниковское, Лазаревское, Миусское, Пятницкое, Семёновское кладбище, а также кладбища Алексеевского, Спасо-Андроникова, Покровского монастырей. Уникальную картотеку «Московский некрополь» он дополнял до конца своих дней. В конце 1924 года на заседании общества «Старая Москва» он прочитал доклад «О могилах артистов Малого театра на Ваганьковском кладбище»; в 1925 году вошёл в состав кладбищенской комиссии общества.
В начале XX века писал статьи для изданий «Сборник биографий кавалергардов», «Русские портреты XVIII и XIX столетий», «Генерал-адъютанты Александра I»; активно участвовал в издании «Русского биографического словаря»: написал для него более 70 биографий (IV, V, XXI тома; статьи о Васильчиковых для тома, который не был издан и остался в корректуре); в 1914—1916 годах редактировал IV и V тома словаря.
В 1926 году был арестован, но вскоре освобождён.
В 1927—1929 годах работал в Комитете по охране могил выдающихся деятелей Общества изучения Московской губернии.
В советский период, с середины 1920-х годов в его творчестве определяющей стала тема «Москва литературная». Он вошёл в состав юбилейных комиссий: Пушкинской (1927), Грибоедовской (1928),комитет по Ф. М. Достоевскому (1919), Толстовскую комиссию. Опубликовал ряд статей в сборнике «А. С. Пушкин в Москве» и в путеводителе «Пушкинская Москва» (1937). Также был редактором каталогов «И. С. Тургенев. Рукописи, переписка и документы» (1935) и «Декабристы. Письма и материалы» (1938). Чулков занимался декабристами ещё до 1917 года; им были составлены биографии М. Ф. Орлова, Н. А. Васильчикова, М. Н. Глебова. На заседаниях «Старой Москвы» в 1920-х годах он читал доклады о декабристах. Собранные им сведения были опубликованы в статьях: «Список декабристов, погребенных в Москве» (1925), «Декабристы в Москве» (1928), «Москва и декабристы» (в сборнике «Декабристы и их время»).
Принимал участие в создании генеалогических справочников по тульскому и московскому дворянству. Он вошёл в комиссию, созданную в 1908 году Московским дворянским собранием для приведения в порядок своего архива. Н. П. Чулков составлял поколенные росписи древних московских дворянских родов для справочника, который должен был охватить все роды, внесённые в родословную книгу губернии. Справочник из-за первой мировой войны так и не вышел в свет, но подготовленные Чулковым росписи сохранились и до сих пор широко используются. В научном наследии Чулкова имеются работы, посвящённые родословию отдельных дворянских семей, тесно связанных с Москвой (Муравьёвы, Толстые, Достоевские и др.). Исследования Н. П. Чулкова, доказали древность рода Достоевских и его родство с Ртищевыми.

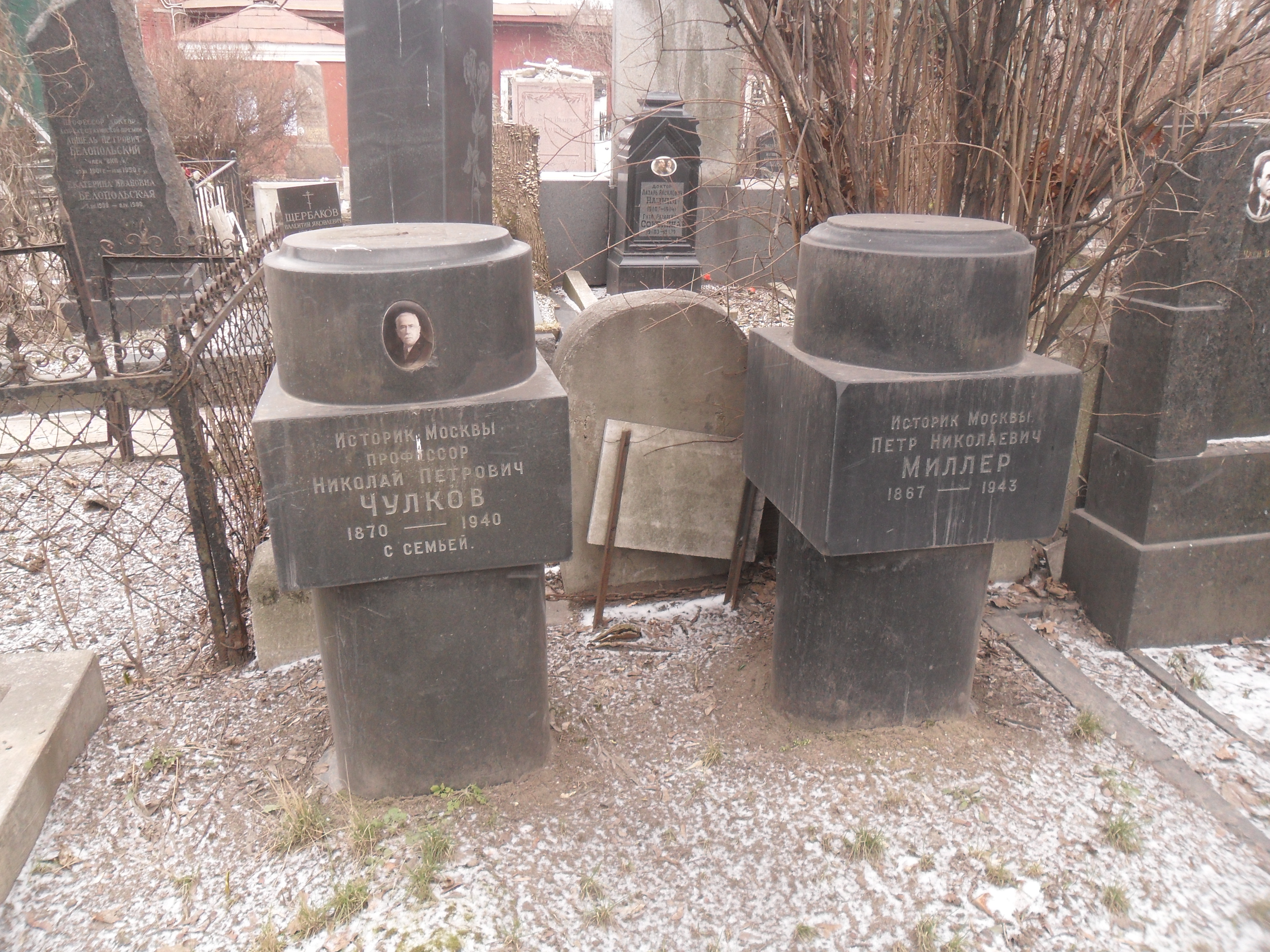
Могила Чулкова на Новодевичьем кладбище в Москве.

В 1929/1930 учебном году был профессором Московского университета на кафедре геральдики, археографии и сфрагистики, в 1931/1932 — на такой же кафедре Историко-философского института, а в 1933 года — в Историко-архивном институте.
В 1930 году в связи с сокращением штатов покинул московский архив, но в 1932 году был приглашён В. Д. Бонч-Бруевичем в Литературный музей, где сначала был консультантом рукописного отдела, а затем стал научным консультантом. Он составил обширный архив по истории московских домов в XVII—XX вв., хранящийся в Музее Москвы. В 1934—1937 году он входил в историко-архивную бригаду по строительству московского метрополитена, возглавлявшуюся П. Н. Миллером, написал статью «Застройка по трассе от Кропоткинских ворот до Теплого переулка» для сборника трудов историко-архивной бригады.
В последние годы жизни тяжело болел раком кишечника. Умер 3 ноября 1940 года в 11 часов утра. Тело было кремировано и захоронено на Новодевичьем кладбище, в могиле Александра Карповича Кисель-Загорянского (1862—1914), дяди со стороны матери (участок 2, ряд 34, место 3).
В годы Великой Отечественной войны и послевоенный период могила Н. П. Чулкова, а также захоронение погребённого рядом известного москвоведа П. Н. Миллера оказались заброшены. В конце 1950-х годов стараниями М. Ю. Барановской, В. В. Сорокина и Л. А. Ястржембского было принято решение Моссовета об установлении над могилами Н. П. Чулкова и П. Н. Миллера новых памятников, которые дошли до настоящего времени. На памятнике написано: «Историк Москвы профессор Николай Петрович Чулков с семьёй».
Части обширного научного наследия Н. П. Чулкова хранятся в нескольких фондах: Российского государственного архива литературы и искусства, Музея Москвы, Государственного литературного музея и др. Большинство материалов Чулкова остаются неопубликованными.

## Чулковские историко-родословные чтения
В сентябре 2024 года в Государственной публичной исторической библиотеке России была проведена научно-практическая конференция «Чулковские историко-родословные чтения: московская генеалогия», названная в честь Николая Петровича Чулкова. В ней приняли участие ведущие специалисты в области российской истории и генеалогии; к началу конференции был издан сборник её материалов. Библиотека планирует сделать конференцию ежегодной.